# Konstantinos VI.
Konstantinos VI. (světským jménem: Konstantinos Arampoglou; 1859, Bursa – 28. listopadu 1930, Athény) byl řecký pravoslavný duchovní, biskup a patriarcha konstantinopolský.

## Život
Narodil se roku 1859 v Burse.
Od roku 1877 studoval na bohoslovecké škole Chalki, kterou dokončil roku 1885. Následně byl postřižen na monacha a rukopoložen na hierodiakona a jeromonacha.
Dne 5. března 1896 jej Svatý synod Konstantinopolského patriarchátu zvolil biskupem rhodostolským a vikářem adrianopolské metropolie. Dne 10. března proběhla v Galatě jeho biskupská chirotonie. Hlavním světitelem byl metropolita prouský Nathanail (Papanikas).
Dne 22. července 1899 se stal metropolitou vellským a konitským a 29. června 1906 metropolitou trapezuntským.
Dne 2. dubna 1913 byl ustanoven metropolitou kyzikoským, kterým byl až do 10. února 1922, kdy se stal metropolitou prouským.
Dne 8. května 1924 byl zvolen metropolitou derkojským.
Dne 17. prosince 1924 zemřel patriarcha Grigorios VII. a stejného dne byl novým patriarchou zvolen metropolita Konstantinos. Spolu s dalšími dvěma kandidáty na patriarchální trůn byl zadržen policií, jelikož neměli povolení k pobytu. Bylo rozhodnuto o jeho vyhoštění z Turecka. Podle Lausannské smlouvy mohl být zvolen patriarchou pouze obyvatel Konstantinopole a jinak zvolený patriarcha musí být vyhoštěn ze země. Konstantinovi se podařilo ohlásit roku 1925 svolání všepravoslavného koncilu v Jeruzalémě, ale ten se neuskutečnil. Dne 30. ledna 1925 byl i přes protest řeckého parlamentu z Turecka vypovězen.
Dne 1. února 1925 dorazil do Soluně. Nadále se snažil vrátit se do Turecka.
V dubnu 1925 jednání mezi tureckou a řeckou vládou ohledně sesazení patriarchy Konstantina VI. skončila dohodou. Řecké úřady se obrátily na 58 metropolitů patriarchátu s žádostí o uznání sesazení patriarchy (většina z nich byla od roku 1912 v Řecku).
Dne 22. května sám Konstantinos oznámil řecké vládě a Svatému synodu svou abdikaci.
Nějakou dobu žil v Chalkis a poté v Nea Filadelfeia. Zemřel 28. listopadu 1930 v Athénách. Následující den předsedal jeho pohřbu athénský arcibiskup Chrysostomos I. Pohřben byl na prvním athénském hřbitově.